# Sakura Kinomoto
 (mai 2024).
Si vous disposez d'ouvrages ou d'articles de référence ou si vous connaissez des sites web de qualité traitant du thème abordé ici, merci de compléter l'article en donnant les références utiles à sa vérifiabilité et en les liant à la section « Notes et références ».
Sakura Kinomoto (木之本 桜, Kinomoto Sakura) est un personnage fictif créé par CLAMP, héroïne de l'anime et du manga Cardcaptor Sakura. Elle est aussi connue sous le nom de Sakura Avalon dans l'adaptation anglaise Cardcaptors, ainsi que Sakura Gauthier dans la première saison de l'adaptation française Sakura Chasseuse de Cartes.
Elle est mentionnée dans ×××HOLiC et est un personnage principal dans Tsubasa -RESERVoir CHRoNiCLE-, deux autres travaux de CLAMP.

## Sakura dansCardcaptor Sakura

### Personnage
Au début de la série, Sakura est une élève de 10 ans à l'école élémentaire de Tomoeda (12 ans dans la version française, due à une erreur d'interprétation du 5e grade de l'école japonaise confondu avec la classe de 5e française). Lorsqu'elle ouvre un livre intitulé Le Livre de Clow (The Clow dans sa version originale) elle permet ainsi la libération des cartes magiques, Sakura est recrutée par Kerberos (mot grec désignant cerbère, traduit en Kérobéro dans la version française, due à la prononciation japonaise de "Kerberos"  : kérobérosu) pour retrouver les cartes (pour les capturer). En retour, elle gagne le droit d'utiliser les pouvoirs des cartes par elle-même.
Sakura est un personnage extrêmement énergique et enjoué. Elle est très athlétique, fait partie du club de majorette de son école et est une excellente coureuse. Sa phrase préférée ("Tout va bien se passer." 「ぜったいだいじょうぶだよ。」, zettai daijōbu da yo) l'a amenée à bien des situations et obstacles périlleux, au travers de sa capture des cartes.
L'optimisme et la confiance de Sakura lui permettent d'être facilement aimée de tout le monde. La série se concentre sur les relations d'amitié que Sakura crée avec les gens, que ce soit des étrangers, de simples connaissances ou bien des rivaux.
Sakura habite avec son grand frère, Toya Kinomoto (Thomas Gauthier), et son père, Fujitaka Kinomoto (Dominique Gauthier). Les trois s'entraident pour gérer la maison, en alternant la cuisine et les tâches ménagères.  La mère de Sakura, Nadeshiko Kinomoto, est décédée lorsque Sakura avait trois ans.
Pour toutes les productions japonaises (incluant les films, les CD audio et les jeux vidéo), Sakura est doublée par Sakura Tange. La voix en anglais est doublée par Carly McKillip pour la série complète et le premier film, puis par Kari Wahlgren pour le second film. Dans la série française, Sakura est doublée par Patricia Legrand. 
Le design du personnage de Sakura pour le manga a été originairement développé par Mokona de CLAMP. Sakura est basée sur la nièce de Mokona, Kawaji, qui avait alors deux ans. Kawaji avait des cheveux courts ainsi que des nattes, ce qui est assez semblable à Sakura dans l'anime et le manga.

### Magie
Avec l'avancement de la série, les pouvoirs magiques de Sakura deviennent de plus en plus forts. Des constatations sont faites par Kerobero à quelques moments dans la série, pour montrer que Sakura n'a pas toujours la même force magique dans chacun des épisodes. Dans les deux premières saisons, les constatations de Kerobero impliquent que ses pouvoirs augmentent avec le nombre de combats. Dans la troisième saison, Yue critique l'inexpérience de Sakura, et on remarque aussi sa fatigue après une transformation de carte. Pendant le test final d'Anthony, Sakura est capable de transformer un grand nombre de cartes facilement.

### Apparence
Sakura a les cheveux bruns courts, la peau claire et les yeux vert émeraude. Dans certains esquisses de mangas et œuvres d'art officielles, cela change parfois. En plus de ses cheveux et de ses yeux d'anime, ses cheveux sont parfois colorés auburn, ses yeux sont parfois colorés en gris ou en bleu, et sa peau est parfois en peau d'olive. Enfant, elle est naturellement de petite taille, mais grandit lentement à mesure que les années passent.
Les tenues de Sakura changent fréquemment tout au long de la série. Son uniforme le plus communément porté tous les jours est son uniforme scolaire, ainsi que sa tenue de combat, qui change en fonction de la saison. Son uniforme d'école d'hiver est une chemise noire à manches longues avec des manches rouges et blanches, un foulard blanc à rayures rouges et une minijupe plissée blanche avec un jupon froncé blanc au genou. Les jours particulièrement froids, elle porte un épais manteau noir avec l'insigne de son école sur le dos. Son uniforme d'été est une chemise blanche à demi-manches avec un foulard rouge et une minijupe plissée noire. Toute l'année, les chaussures Mary Jane noires sont portées avec des chaussettes blanches et un chapeau de marin blanc avec une bordure noire.

### Relations

#### Shaolan Li (Lionel)
La relation entre Sakura et Lionel Shaolan Li (Li Showron) est la plus reconnue, car la seconde moitié de la série est basée sur le développement de cette relation. 
Ce qui est le plus significatif dans cette relation est le changement d'opinion de Shaolan envers Sakura, surtout parce que Sakura est une personne au grand cœur. Au début des séries, Shaolan considère tout de suite Sakura comme une rivale, lorsqu'il découvre que Sakura est la chasseuse de cartes. Il conclut que Sakura ne mérite pas la responsabilité d'être chasseuse de cartes. Sakura est constamment intimidée par ses regards furieux ainsi que son attitude impétueuse, qu'il montre à l'école et lors de la capture des cartes. Toutefois, Sakura ne lui répond jamais de manière négative. La plupart du temps, au travers des méchancetés de Shaolan, elle le remercie pour son aide et ses efforts. Ces réponses deviennent très embrouillantes pour Shaolan. C'est lors de l'épisode 36 (le premier de la saison 2), il développe des sentiments amoureux envers elle qui s'avèreront très forts. À la fin de la troisième saison, il lui avoue son amour, mais ce n'est que dans le second film qu'ils seront ensemble. Sakura qui, était amoureuse de Yukito Tsukishiro (Mathieu Fournier) depuis le début de la saison 1, remarque elle aussi qu'elle aime mieux Shaolan et elle aussi tombera amoureuse.

## Sakura dansTsubasa -RESERVoir CHRoNiCLE-et×××HOLiC
Sakura est aussi dans la série Tsubasa -RESERVoir CHRoNiCLE-. Sa personnalité et son apparence sont similaires à Cardcaptor Sakura, seules choses semblables entre les deux séries. TRC a une nouvelle histoire qui développe de nouvelles interactions entre tous les personnages.
Dans xxxHOLiC, même si Sakura n'apparaît pas directement, Yūko la mentionne à plusieurs reprises et possède une réplique de son premier bâton magique. Elle fait référence à Sakura et à son « compagnon », en regrettant de ne pas les connaître, mais contente de bientôt les rencontrer, même si "ce ne sont pas tout à fait les mêmes".
Dans le chapitre 189 de TRC on apprend que Shaolan et Sakura vivent dans la même dimension que celle où se déroule l'histoire de xxxHOLiC. Ils vivent ensemble et sont parents d'un fils : Shaolan qui s'avère être le  « vrai shaolan » de Tsubasa -RESERVoir CHRoNiCLE-. 
Au début de la série de TRC, Sakura est la princesse du royaume de Clow. Elle a des sentiments envers Shaolan, son ami d'enfance. Mais juste avant de pouvoir lui déclarer ses sentiments, une force mystérieuse lui fait perdre sa mémoire. Cette mémoire, matérialisée sous la forme de plumes, est dispersée dans plusieurs dimensions. Shaolan tente alors de les retrouver. Fei Wong (le mystérieux malfaisant dans Tsubasa) se base sur les capacités des gens comme Kurogané et Fye pour les faire voyager d'une dimension à l'autre. De plus, il dit que le pouvoir à l'intérieur de Sakura surpasse ceux de tous les autres. Sakura a aussi une grande chance dans les jeux de hasard ; on ne sait pas si ce pouvoir mystérieux lui vient d'avant ou après la perte de sa mémoire. Cependant, d'après une discussion dans xxxHOLiC entre Watanuki et Yūko sur la chance, il semblerait que cela soit innée, par conséquent nous pouvons supposer que Sakura a toujours eu de la chance.
Sakura fait une apparition dans le chapitre 219 de Tsubasa, dans lequel elle remet son sceptre au clone de la princesse Sakura, ce sceptre sera plus tard utilisé comme tribut à Yuko lorsque Shaolan souhaitera aller au pays de clow
La doubleuse et chanteuse de la voix de Sakura en japonais est Yui Makino et Isabelle Volpe en français.